# A Espuma dos Dias (filme)
A Espuma dos Dias  (L'écume des jours) é um filme francês dirigido por Michel Gondry, lançado na França, na Suíça e na Bélgica em 2013. Trata-se de uma adaptação para o cinema do romance homônimo escrito por Boris Vian.

## Enredo
Colin é rico o bastante que nem precisa trabalhar, mora em uma casa ensolarada, possui um cozinheiro particular, Nicolas, que prepara iguarias sem igual segundo o chefe Gouffé. Na casa de Colin, também vive um rato de estimação que habita um universo que reproduz em pequenas dimensões a própria casa de Colin. Além disso, Colin tem uma predileção por jazz, tanto que inventou um pianocktail (piano que prepara coquetéis), ele partilha tais bebidas produzidas a partir do ritmo da música com seu amigo Chick. Em um dia em que estão almoçando juntos, Chick relata a Colin que conheceu Alise, uma jovem mulher, que como ele, também é fã do escritor Jean-Sol Partre ("versão espumosa" do escritor Jean-Paul Sartre, que era amigo de Boris Vian). Por coincidência, Alise é sobrinha de Nicolas. Na conversa com Chick, Colin confessa que também deseja apaixonar-se.
Na festa de aniversário do cachorro de Isis, Colin enamora-se à primeira vista por Chloé, cujo nome o faz lembrar de uma canção homônima de Duke Ellington, jazzista admirado por Colin. A partir de então, Colin e Chloé partilham vários momentos juntos: dançam o bigle moi, passeiam sobre uma nuvem, vão patinar em um rinque de patinação cuidado por homens com cabeça de pássaro, partilham momentos do cotidiano. Colin e Chloé decidem se casar. Na cerimônia de casamento há uma competição de corrida de carro para ver quem chega primeiro ao altar: o casal casamenteiro, Chloé e Colin, ou o casal de padrinhos, Chick e Alise. Esta última fica ressentida em não poder se casar com Chick por falta de dinheiro, pois seu parceiro, fã inveterado de Jean-Sol Partre, gasta tudo o que ganha colecionando livros e relíquias do escritor.
Na lua-de-mel, Chloé aspira uma semente que vai lhe desencadear uma grave doença: um nenúfar começa a crescer em seu pulmão. A doença progride, Chloé sente-se muito fraca, o tratamento recomendado pelo médico é que ela viva cercada de flores (pois a beleza dessas fará inveja ao nénufar que cresce nos pulmões da doente). Conforme o estado de saúde de Chloé se agrava, a casa de Colin vai se ensombrecendo e também começa a encolher, pois a vida financeira de Colin também vai de mal a pior: gastou muitos doublezons (moeda utilizada nessa realidade fictícia) na cerimônia de casamento, emprestou dinheiro para Chick se casar com Alise (o que não se realizou, pois Chick continuou a comprar livros e manuscritos de Jean-Sol Partre), além dos gastos com o tratamento da doença de sua amada Chloé. A situação torna-se tão calamitosa, que até Nicolas, o cozinheiro jovem do início da narrativa começa a envelhecer rapidamente e a olhos vistos.
Necessitado, Colin resolve trabalhar na indústria armamentícia, sua função é simples: doar o calor do seu corpo forte e jovem para fazer brotar as sementes de armas e fazer crescer os canos de pistolas. No entanto, as armas produzidas por Colin são ineficientes e ele é mandado embora. Sua casa continua a escurecer, a encolher e a saúde de Chloé só piora. Paralelamente, Alise faz uma tentativa de curar a obsessão de Chick na sua fonte geratriz: ela decide matar Jean-Sol Partre com um arranca-corações (arma específica para esse fim), além de incendiar todas as livrarias onde Chick tenha gasto dinheiro. Por conta de seu vício, Chick perde seu emprego, deixa de pagar seus impostos e por isso é perseguido e morto pela polícia. Alise também morre em um dos incêndios. Sem recursos para continuar o tratamento de Chloé, Colin a vê morrer. O pior de tudo é que ela terá um enterro indigno, um enterro de pobre.
No caminho para o cemitério, Colin se depara com um lago e nele vê um nenúfar, planta aquática pela qual ele tem um ódio fundamentado. Ele joga pedras no nenúfar, mas isso não basta e ele se lança ao lago para tentar assassinar o nenúfar inimigo.

## Elenco
- Romain Duris .... Colin
- Audrey Tautou .... Chloé
- Gad Elmaleh .... Chick
- Omar Sy .... Nicolas
- Aïssa Maïga .... Alise
- Charlotte Le Bon .... Isis de Ponteauzanne
- Sacha Bourdo .... o rato
- Philippe Torreton .... Jean-Sol Partre
- Marina Rozenman .... a duquesa de Bovouard
- Alain Chabat .... Jules Gouffé
- Vincent Rottiers .... o religioso
- Laurent Lafitte .... o diretor de sociedade
- Natacha Régnier .... a vendedora de remédios
- Michel Gondry .... Doutor Mangemanche
- Zinedine Soualem .... o diretor da indústria de armamentos
- Laurent Porteret .... Dj do rinque de patinação
- Jean-Stéphane Ollier .... Funcionária do rinque de patinação
- Francis Van Litsenborgh .... o arauto da sociedade
- David Bolling .... voz de Jean-Sol Partre

## Estilo
A direção de Michel Gondry, os cenários, os efeitos especiais, o uso das cores para criar sentido tentam dar conta do universo surreal e paralelo criado por Boris Vian como simulacro da sociedade dita civilizada. Apenas para dar uma ideia desse estilo fantasista que existe no romance e que Michel Gondry tenta traduzir para as telonas, eis algumas cenas dignas de nota: Colin aparando as pálpebras, Nicolas ensinando seu patrão a dançar o bigle moi (pernas que se afrouxam e se esticam desmedidamente), enguias que saem do bico das torneiras, o universo em miniatura do ratinho, raios de luz que são palpáveis, nuvens que transportam os amantes, sapatos que fogem dos pés, um dia no campo que faz simultaneamente sol e chuva, músicas que arredondam os espaços, a violência banalizada (Colin assassina um dos homens-cabeça-de-pássaro, ele é espancado na igreja por não ter dinheiro suficiente para pagar a cerimônia de enterro, Alise mata Jean-Sol Partre de modo frio e sem culpa), a plantação de armas de fogo, a mudança de um mundo colorido inicialmente para um mundo mais tenebroso no fim da narrativa (notar o uso das cores na narrativa visual de Michel Gondry: as cores alegres, vivas e joviais do início do filme vão se desbotando até chegar quase ao preto e branco no final).
Como destaca Jacques Morice, do Télérama, "O famoso romance de Boris Vian estimula o imaginário de Gondry, constrangendo-o bastante a um certo rigor que por vezes lhe faltava [...] Esse cinema de visualizações torna-se bem mais perturbador porque é orquestrado com uma aparente simplicidade. Michel Gondry não recorre à um exército de efeitos digitais. Seu filme é tudo, menos espetaculoso. Porque a direção, bem artesanal, senão arcaica, se sustenta sobre o concreto do cotidiano. O diretor não se demora nunca sobre suas invenções, ele as filma como que de passagem. É esta magia furtiva, subterrânea, que seduz".

## Recepção da crítica
O filme de Gondry ao ser lançado talvez não tenha causado o impacto esperado de um filme com orçamento de 20 milhões de euros (e de um diretor reconhecido por sua magnífica direção em Brilho Eterno de uma Mente sem Lembranças) por estar em concorrência com o arrebatador La vie d'Adèle, de Abdellatif Kechiche. Além disso, por ser um filme baseado em um romance, quase sempre há uma subestimação da narrativa visual em relação à narrativa literária original, como poderá ser percebido nas críticas abaixo.
L'écume des jours suscitou críticas positivas, negativas e mistas.
Dentre as críticas positivas, citam-se:
A crítica do Le Parisien diz: "O que você sonhou, Michel Gondry realizou. O óvni do cinema francês ousou levar às telas a história de amor de Colin e Chloé, bela e minada por um nenúfar que cresce em seu pulmão. O universo sempre fantástico do livro pode causar vertigem, em especial na primeira parte. A segunda, mais calma, mais trágica, em um maravilhoso preto e branco, é de infinita beleza. Os atores formam cada um uma faceta desse sonho despertado."
Alain Spira, de Paris Match faz a seguinte colocação: "Bem batido, esse coquetel cinematográfico onírico-poético-dobrável é deliciosamente tocante. Que viagem extraordinária ele nos oferece".
Thierry Méranger, em Cahiers du cinéma, diz: "A força do filme, esquizofrênica, mal amável e fascinante, mantém-se ainda mais próxima de Vian do que se poderia imaginar".
Dentre as críticas negativas, destacam-se:
Thomas Sotinel, do Le Monde, declara: "A espuma dos dias [...], li o romance de Vian com um entusiasmo que não é sempre comunicável. [...] Poderia se dizer que o filme esgota toda sua energia na construção de um mundo que não chega aos pés de seus habitantes".
Philippe Trétiack, da Elle, acha que "Michel Gondry fez um filme que é de início um tsunami de imagens, de clipes publicitários que seduzem e encantam e então terminam afogando o espectador. Uma pena".
Danièle Heymann, de Marianne, conclui: "É necessário colocar em evidência: na versão Gondry do livro que tanto amamos não resta nada além do que a espuma..."